# Comuna Silțe, Kovel
Silțe (în ucraineană Сільце) este o comună în raionul Kovel, regiunea Volînia, Ucraina, formată din satele Arsenovîci, Pidlisî, Silțe (reședința) și Uhlî.

## Demografie
Componența lingvistică a satului Silțe
     Ucraineană (99,52%)
     Alte limbi (0,48%)
Conform recensământului din 2001, majoritatea populației satului Silțe era vorbitoare de ucraineană (99,52%), existând în minoritate și vorbitori de alte limbi.